# Checkpoint (televisieprogramma)
Checkpoint was een Nederlands televisieprogramma van de Evangelische Omroep voor kinderen tussen 9 en 12 jaar. Het programma werd door de jaren heen gepresenteerd door Klaas van Kruistum, Rachel Rosier, Michiel Beumer en Tim Schouten, aangevuld door een testteam met wisselende bezetting.
Op 16 oktober 2014 won het programma de Gouden Stuiver voor het beste kinderprogramma van 2014. Het programma liep 22 seizoenen waarna het werd omgevormd tot het nieuwe format Checkpoint Basecamp.

## Programmaopzet- en ontwikkeling
Sinds het begin in 2009 is het format diverse malen veranderd.
Het eerste format van Checkpoint vertoonde overeenkomsten met die van Brainiac, Jackass en Fear Factor, en kan worden gezien als een combinatie daarvan. In deze opzet doet een testteam tests die door de kijker kunnen worden ingezonden. Dit wordt echter meestal niet op een wetenschappelijk correcte manier gedaan. Het is dan ook vooral een programma waarin stunts worden gedaan.
In de eerste twee seizoenen van Checkpoint bestond iedere aflevering uit een drietal tests. De tweede test uit deze reeks was standaard Jongens vs. Meiden. In deze test werden de verschillen tussen jongens en meiden onder de loep genomen en of het mannen of vrouwen zijn die beter overweg konden met een bepaalde vaardigheid of in een functie. De andere twee tests wisselden per aflevering en hierin werden vooral producten uitgelicht.
Sinds het derde seizoen, dat in het voorjaar van 2010 werd uitgezonden, is de opzet grondig veranderd. Het aantal items per aflevering wordt omhoog gebracht naar circa vier. Tevens komen er rubrieken, sommige daarvan bevatten ook een prijsvraag.
In het najaar van 2020 werd Checkpoint uitgezonden zonder testteam vanwege de coronapandemie die dat jaar uitbrak. In plaats daarvan voerde presentatrice Rachel Rosier de tests zelf uit. Als alternatief voor de tests met testteam werd door de testteamleden gestreden om de titel "Checkpoint Champion".
In 2021 werd het format opnieuw grondig veranderd. Deze vernieuwde basisopzet was geïnspireerd door Scrapheap Challenge. De testteamleden kregen een bouwopdracht waarbij een bepaalde constructie moest worden gemaakt met materialen uit een schroothoop. Aan het einde van de aflevering namen de testteamleden het met hun zelfgemaakte creaties tegen elkaar op. Tussendoor werd er een test gedaan die wederom door kijkers kon worden ingestuurd.
Na 22 seizoenen stopte het programma na 2021. In 2022 werd het programma opgevolgd door het nieuwe format Checkpoint Basecamp. Dit programma liep tot 18 maart 2023, waarna er een definitief einde kwam aan het programma. De laatste compilatie van Checkpoint Basecamp werd op 1 april uitgezonden.

## Terugkerende onderdelen

### Jongens vs. Meiden
Dit onderdeel kwam in bijna iedere aflevering voor en zit reeds vanaf het begin in het programma. Hier werden de verschillen tussen jongens en meiden getest. In een drietal deeltests werd gekeken welk geslacht het beste was in een bepaalde vaardigheid of een beroep of bij welk geslacht een bepaalde eigenschap beter was ontwikkeld. In de slotafleveringen per seizoen werd een compilatie uitgezonden van deze tests, sinds seizoen 3 ook voorzien van seizoensuitslag. Soms kwam het voor dat een hele aflevering bestond uit één grote Jongens vs. Meiden-test. Er werd dan in één aflevering met vier of vijf deeltests bepaald wie het beste was in een bepaalde vaardigheid of beroep.
In aflevering 12 van seizoen 2 en in aflevering 8 van seizoen 17 werd deze rubriek tweemaal omgedoopt tot blondjes vs. brunettes. In de eerste editie werden de vooroordelen over blondharigen onder de loep genomen en in de tweede editie werd gekeken of blondjes dommer waren dan brunettes. In seizoen 6 werd dit onderdeel twee keer afgewisseld met een versie waarin jongeren (testteamleden) het opnamen tegen ouderen en in seizoen 7, 9 en 11 met een waarin de testteamleden het opnamen tegen jongeren uit het buitenland. In seizoen 10 werd deze test afgewisseld met tests waarbij testteamleden het moesten opnemen tegen mensen met een bepaalde handicap om te kijken of gewone mensen beter waren in bepaalde vaardigheden dan mensen met deze handicap. Zo moest in aflevering 3 Remy het opnemen tegen rolstoeler John om te kijken of lopende mensen dingen beter konden dan mensen die in een rolstoel zaten. In aflevering 7 van seizoen 10 moest testteamlid Tom het opnemen tegen de slechtziende Max om te kijken of ziende mensen dingen beter konden dan blinde mensen.

### Rubrieken
In seizoen 3 werd het programma voorzien van diverse terugkerende rubrieken. Een overzicht van alle rubrieken die het programma heeft gehad:
- 1 Minuutje. In dit onderdeel werd gekeken wat er gedaan kan worden binnen één minuut.
- De Achtbaan. Hierin werd gekeken of het mogelijk is om bepaalde handelingen te doen tijdens een rit in de achtbaan.
- Alternatief remmen. Methoden om te remmen zonder remmen. Keerde in seizoen 15 terug als Noodstop.
- Alternatief skateboard. Kijken op welke voorwerpen er geskatet kon worden wanneer er wieltjes onder werden gezet. Hiervoor werd met elk voorwerp na het aanbrengen van de wieltjes een skateparcours afgelegd, waarbij wordt gekeken of dit goed ging.
- Auto in een Ravijn. Kijken wat er in een ravijn gelegd kon worden om ervoor te zorgen dat de inzittenden van een daarin vallende auto geen letsel opliepen.
- De Auto Van Je Vader. Hier werd gekeken wat er gedaan kan worden met een auto die stil op de oprit staat.
- Bom van de Week. Hier werd gekeken waar een per ongeluk in huis genomen bom in opgeborgen moet worden voordat hij ontploft.
- Blussen zonder water. Manieren om te kunnen blussen zonder water.
- Brandbescherming. Twee spelcomputers werden ingepakt met brandwerende materialen om uit te zoeken welk van de twee het meest brandwerend is(de spelcomputer met het minst brandwerende materiaal valt tijdens het gamen als eerste uit als de omhulsels in brand worden gestoken).
- Cartoon Check. In deze rubriek werd uitgezocht of bepaalde gebeurtenissen uit tekenfilms in het echt ook konden plaatsvinden.
- Checkpoint Champion. De testteamleden maakten met elkaar uit wie het beste testteamlid aller tijden was (deze rubriek kwam in seizoen 20 in de plaats van de tests met het testteam vanwege de coronapandemie).
- Cliffhanger. In deze rubriek werden hoogtestunts uit films op waarheid getest.
- Feestdagen. Tips om de feestvreugde te vergroten.
- Film Check. Zelfde als Cartoon Check, maar dan met bepaalde gebeurtenissen uit gewone films.
- Gereedschap. Alternatieve toepassingen voor gereedschap.
- Gevaar In Huis. In deze rubriek werden de gevaren in en rond huis onder de loep genomen.
- Gevaarlijk Feestje. Hier werden de potentiële (brand)gevaren bij een feest getoond.
- De Glijbaan. Hier werd gekeken of bepaalde handelingen uitgevoerd kunnen worden tijdens het glijden door een waterglijbaan.
- Handleidingen. In deze rubriek werden regels uit de gebruiksaanwijzingen van apparaten onder de loep genomen.
- High Speed Camera. Snelle gebeurtenissen werden met een hogesnelheidscamera opgenomen en daarna in slow motion afgespeeld, zodat te zien was wat er dan eigenlijk gebeurt tijdens zo'n snelle gebeurtenis.
- Hoogvliegen. Manieren om zo hoog mogelijk te kunnen vliegen.
- In één klap. Hier werd geprobeerd om alledaagse klussen uit te voeren met één enkele explosie. Keerde in seizoen 16 terug als Met Dynamiet.
- Is Heter Beter. In seizoen 18 werd getest of bepaalde producten beter werkten als ze waren verhit.
- Jong vs Oud. In seizoen 6 beurtelings met Jongens vs Meiden gedaan. In deze rubriek werd gekeken of jongeren of ouderen ergens beter in zijn.
- Kan het ook andersom? Hier werd gekeken of bepaalde handelingen ook andersom kunnen.
- Kan het sneller? Hier werden manieren getest om alledaagse klussen extra snel uit te kunnen voeren.
- Kat vs. Hond. Hier werd getest of de honden of de katten ergens beter in zijn.
- De Klapper Van De Week. In deze rubriek werd uitgezocht welke knal het hardst was.
- Koppen of Bukken. Hier werd gekeken of er beter gekopt of gebukt kan worden als men een bepaald object op zich af geslingerd krijgt.
- De Kracht Van Veel/Groter Is Beter/XXXL/Is Groter Beter. Wat er kan als men van veel kleintjes één grote maakt. Keerde in latere seizoenen onder verschillende benamingen en in ietwat verschillende uitvoeringen terug.
- Met Dynamiet. Toepassingen voor dynamiet
- Natuurramp. Hier werd uitgezocht waar men het beste kan schuilen in het geval van een natuurramp.
- Net als in de film. Hier werd gedemonstreerd hoe stuntmannen in een film hun stunts doen (onder meer vechten, weggeschoten worden en uit een huis springen).
- Nederland vs ... In seizoen 7, 9 en 11 beurtelings met Jongens vs Meiden gedaan. In deze rubriek steed het testteam tegen jongeren uit een ander land om te kijken of de eigenschappen uit het betreffende land werkelijk zo bijzonder zijn of dat Nederland er misschien beter in is.
- Nuttig vuurwerk. Toepassingen voor vuurwerk.
- Onbreekbaar?/Hufterproof. Bepaalde voorwerpen die men als 'onbreekbaar' bestempelt werden getest op breekbaarheid. Deze test kende 4 "levels", "met de handen", "gooi en smijtwerk", "fiets en quad" en "tank". Hoe meer "levels" er gehaald werden hoe steviger het voorwerp was. In seizoen 3 heette deze rubriek Onbreekbaar?, in seizoen 12 kwam dit in een ietwat gewijzigde vorm terug onder de titel Hufterproof.
- Ondersteboven. Hier werd gekeken of het mogelijk is om bepaalde handelingen ondersteboven te doen.
- De Oven. In deze rubriek werd een bepaald voorwerp in een oven gezet om te kijken wat ermee gebeurde.
- Poep en Plas. Toepassingen voor ontlasting.
- Psychotest. Psychologische tests.
- Rachels Revanche. Rachel probeerde een eerder mislukte test beter te laten verlopen*
- Raket. Toepassingen voor raketten
- Rally-auto. Hierin werd gekeken of het mogelijk was om bepaalde handelingen te doen tijdens een rit in een rallyauto.
- Recycle. In deze rubriek werden producten hergebruikt.
- Rubriek. Er werd teruggeblikt op een van de vele rubrieken van Checkpoint. De behandelde rubrieken in dit onderdeel worden in onderstaande tabel blauw weergegeven*
- Schimmelgevaar. Voedsel werd in een container gezet om de houdbaarheid te testen. Deze test werd om de week uitgezonden aangezien het voedsel twee weken in de container moest worden gezet voor een goed resultaat. Deze rubriek werd daarom afgewisseld met de rubriek De Glijbaan.
- Schommelschip. Hierin werd gekeken of het mogelijk is om bepaalde handelingen te doen in een schommelschip.
- Spreekwoorden. Hier werd gekeken of spreekwoorden en gezegden anno 2012 nog wel klopten.
- Testteam vs ... Het testteam streed tegen jongeren met een bepaalde aandoening.
- The Battle. Een krachtvergelijking tussen twee objecten(een interactieve rubriek, waarbij ook de tv-kijkers via instagram mochten raden wat de uitkomst was van de test).
- Top Secret. Dit was een test die "niet geschikt was voor ouders". Er werd namelijk getest hoe bepaalde dingen stiekem konden worden gedaan en hoe ervoor gezorgd kon worden om niet te worden betrapt als ouders binnen zouden komen.
- To The Max. Producten werden overbelast totdat ze het begeven.
- Vetste Test. Er werd teruggeblikt op een van de vele tests uit de geschiedenis van Checkpoint.*
- Vuurwerk. Hier werden de gevaren van vuurwerk getoond.
- Wanneer waait het weg? De windkracht van twee straaljagermotoren werd op voorwerpen losgelaten om te testen bij hoeveel wind ze wegwaaiden. Hierbij vlogen sommige voorwerpen ook nog in brand door de vlammen van de straaljagermotoren.
- Wasmachine van het balkon. Wasmachines werden met een bepaald hulpmiddel naar beneden gegooid om te testen of en zo ja waarmee ze heel bleven.
- Was vroeger alles beter? Een product uit de tegenwoordige tijd werd vergeleken met een vergelijkbaar product dat vroeger werd gebruikt.
- Wat valt sneller? Twee objecten werden vanaf een hoogte naar beneden gegooid om te kijken wat sneller valt.
- Wat als je het toch doet? In deze rubriek werd gekeken wat er gebeurde als bepaalde handelingen die niet mogen toch gedaan werden.
- De Windtunnel. Hier werd gekeken of het mogelijk is om bepaalde handelingen te doen bij harde wind.

*Deze rubrieken verschenen in het najaarsseizoen van 2020 omdat Rachel in dit seizoen vanwege de coronapandemie zelf de tests uitvoerde in plaats van het testteam.

#### Rubrieken per seizoen
| Rubriek                                                  | 3 | 4 | 5 | 6 | 7 | 8 | 9 | 10 | 11 | 12 | 13 | 14 | 15 | 16 | 17 | 18 | 19 | 20 |
| -------------------------------------------------------- | - | - | - | - | - | - | - | -- | -- | -- | -- | -- | -- | -- | -- | -- | -- | -- |
| 1 Minuutje                                               |   |   |   |   |   |   |   |    |    |    |    |    |    |    |    |    |    |    |
| De Achtbaan                                              |   |   |   |   |   |   |   |    |    |    |    |    |    |    |    |    |    |    |
| Alternatief Remmen/Noodstop                              |   |   |   |   |   |   |   |    |    |    |    |    |    |    |    |    |    |    |
| Alternatief Skateboard                                   |   |   |   |   |   |   |   |    |    |    |    |    |    |    |    |    |    |    |
| Auto In Het Ravijn                                       |   |   |   |   |   |   |   |    |    |    |    |    |    |    |    |    |    |    |
| De Auto Van Je Vader                                     |   |   |   |   |   |   |   |    |    |    |    |    |    |    |    |    |    |    |
| De Bom                                                   |   |   |   |   |   |   |   |    |    |    |    |    |    |    |    |    |    |    |
| Blussen zonder water                                     |   |   |   |   |   |   |   |    |    |    |    |    |    |    |    |    |    |    |
| Brandbescherming                                         |   |   |   |   |   |   |   |    |    |    |    |    |    |    |    |    |    |    |
| Cartoon Check                                            |   |   |   |   |   |   |   |    |    |    |    |    |    |    |    |    |    |    |
| Checkpoint Champion                                      |   |   |   |   |   |   |   |    |    |    |    |    |    |    |    |    |    |    |
| Feestdagen                                               |   |   |   |   |   |   |   |    |    |    |    |    |    |    |    |    |    |    |
| Film Check                                               |   |   |   |   |   |   |   |    |    |    |    |    |    |    |    |    |    |    |
| Gereedschap                                              |   |   |   |   |   |   |   |    |    |    |    |    |    |    |    |    |    |    |
| Gevaar In Huis                                           |   |   |   |   |   |   |   |    |    |    |    |    |    |    |    |    |    |    |
| Gevaarlijk Feestje                                       |   |   |   |   |   |   |   |    |    |    |    |    |    |    |    |    |    |    |
| De Glijbaan                                              |   |   |   |   |   |   |   |    |    |    |    |    |    |    |    |    |    |    |
| Handleidingen                                            |   |   |   |   |   |   |   |    |    |    |    |    |    |    |    |    |    |    |
| High Speed Camera                                        |   |   |   |   |   |   |   |    |    |    |    |    |    |    |    |    |    |    |
| Hoogvliegen                                              |   |   |   |   |   |   |   |    |    |    |    |    |    |    |    |    |    |    |
| Is Heter Beter?                                          |   |   |   |   |   |   |   |    |    |    |    |    |    |    |    |    |    |    |
| In één klap                                              |   |   |   |   |   |   |   |    |    |    |    |    |    |    |    |    |    |    |
| Jong vs. Oud                                             |   |   |   |   |   |   |   |    |    |    |    |    |    |    |    |    |    |    |
| Kan het ook andersom?                                    |   |   |   |   |   |   |   |    |    |    |    |    |    |    |    |    |    |    |
| Kan het sneller?                                         |   |   |   |   |   |   |   |    |    |    |    |    |    |    |    |    |    |    |
| Kat vs. Hond                                             |   |   |   |   |   |   |   |    |    |    |    |    |    |    |    |    |    |    |
| De Klapper Van De Week                                   |   |   |   |   |   |   |   |    |    |    |    |    |    |    |    |    |    |    |
| Koppen of bukken                                         |   |   |   |   |   |   |   |    |    |    |    |    |    |    |    |    |    |    |
| De Kracht Van Veel/Groter Is Beter/XXXL/Is Groter Beter? |   |   |   |   |   |   |   |    |    |    |    |    |    |    |    |    |    |    |

| Rubriek                   | 3 | 4 | 5 | 6 | 7 | 8 | 9 | 10 | 11 | 12 | 13 | 14 | 15 | 16 | 17 | 18 | 19 | 20 |
| ------------------------- | - | - | - | - | - | - | - | -- | -- | -- | -- | -- | -- | -- | -- | -- | -- | -- |
| Met Dynamiet              |   |   |   |   |   |   |   |    |    |    |    |    |    |    |    |    |    |    |
| Natuurramp                |   |   |   |   |   |   |   |    |    |    |    |    |    |    |    |    |    |    |
| Nederland vs ...          |   |   |   |   |   |   |   |    |    |    |    |    |    |    |    |    |    |    |
| Net als in de film        |   |   |   |   |   |   |   |    |    |    |    |    |    |    |    |    |    |    |
| Nuttig vuurwerk           |   |   |   |   |   |   |   |    |    |    |    |    |    |    |    |    |    |    |
| Onbreekbaar?/Hufterproof  |   |   |   |   |   |   |   |    |    |    |    |    |    |    |    |    |    |    |
| Ondersteboven             |   |   |   |   |   |   |   |    |    |    |    |    |    |    |    |    |    |    |
| De Oven                   |   |   |   |   |   |   |   |    |    |    |    |    |    |    |    |    |    |    |
| Psychotest                |   |   |   |   |   |   |   |    |    |    |    |    |    |    |    |    |    |    |
| Rachels Revanche          |   |   |   |   |   |   |   |    |    |    |    |    |    |    |    |    |    |    |
| Rubriek                   |   |   |   |   |   |   |   |    |    |    |    |    |    |    |    |    |    |    |
| Raket                     |   |   |   |   |   |   |   |    |    |    |    |    |    |    |    |    |    |    |
| Rally-auto                |   |   |   |   |   |   |   |    |    |    |    |    |    |    |    |    |    |    |
| Recycle                   |   |   |   |   |   |   |   |    |    |    |    |    |    |    |    |    |    |    |
| Schimmelgevaar            |   |   |   |   |   |   |   |    |    |    |    |    |    |    |    |    |    |    |
| Schommelschip             |   |   |   |   |   |   |   |    |    |    |    |    |    |    |    |    |    |    |
| Spreekworden              |   |   |   |   |   |   |   |    |    |    |    |    |    |    |    |    |    |    |
| Testteam vs ...           |   |   |   |   |   |   |   |    |    |    |    |    |    |    |    |    |    |    |
| The Battle                |   |   |   |   |   |   |   |    |    |    |    |    |    |    |    |    |    |    |
| Top Secret                |   |   |   |   |   |   |   |    |    |    |    |    |    |    |    |    |    |    |
| To The Max                |   |   |   |   |   |   |   |    |    |    |    |    |    |    |    |    |    |    |
| Vetste Test               |   |   |   |   |   |   |   |    |    |    |    |    |    |    |    |    |    |    |
| Vuurwerk                  |   |   |   |   |   |   |   |    |    |    |    |    |    |    |    |    |    |    |
| Wanneer waait het weg?    |   |   |   |   |   |   |   |    |    |    |    |    |    |    |    |    |    |    |
| Wasmachine van het balkon |   |   |   |   |   |   |   |    |    |    |    |    |    |    |    |    |    |    |
| Wat als je het toch doet? |   |   |   |   |   |   |   |    |    |    |    |    |    |    |    |    |    |    |
| Wat is sneller?           |   |   |   |   |   |   |   |    |    |    |    |    |    |    |    |    |    |    |
| Wat valt sneller?         |   |   |   |   |   |   |   |    |    |    |    |    |    |    |    |    |    |    |
| De Windtunnel             |   |   |   |   |   |   |   |    |    |    |    |    |    |    |    |    |    |    |

## Tests met vervolg
Door de jaren heen hebben enkele items in een latere aflevering een nieuwe uitvoering gekregen.
- Jongens vs. Meiden → Ruimtelijk inzicht. In het eerste seizoen werd voor het eerst gekeken of jongens of meiden het meeste ruimtelijke inzicht hadden. Dit waren de jongens, maar er kwam protest op deze uitslag en daarom werd de test in het tweede seizoen opnieuw gedaan. Deze keer haalden de meiden wel de winst.
- Vuurwerktest. In de achtste aflevering van het eerste seizoen werd er voor het eerst een test rond de veiligheid van vuurwerk gedaan. In de twaalfde aflevering van datzelfde seizoen een tweede. Bovendien werd het jaren later, in het vijfde en zesde seizoen, een terugkerende rubriek.
- De spuitbustest. In de tiende aflevering van het tweede seizoen werden de gevaren van spuitbussen blootstellen aan extreme hitte onder de loep genomen door de spuitbus in een vuur te leggen, waarna deze ontplofte. In seizoen 7 werd dit opnieuw gedaan in het kader van de rubriek Handleidingen.
- Kluiskraken. In het derde seizoen werd een poging gedaan om een kluis te openen. Met een hydraulische schaar lukte het, maar de inhoud overleefde de test niet. In het vierde seizoen werd een nieuwe test gedaan onder de titel Kluiskraak deel 2 en toen lukte het wel om de kluis te openen zonder dat de inhoud verloren zou gaan.
- Jongens vs. Meiden → Geheim Agent. In het vierde seizoen werd voor het eerst gekeken of jongens of meiden de beste geheim agenten waren. Dit waren de meiden, maar in een speciale aflevering kregen de jongens de mogelijkheid om revanche te nemen. De jongens slaagden er inderdaad in om deze revanche te pakken.
- Party Proof. In seizoen 5 werd een test gedaan over hoe met goedkope middelen een feest gehouden kon worden. In seizoen 7 kreeg deze test een vervolg onder de naam Feestje Thuis en in seizoen 8 een tweede vervolg onder de naam Tuinfeest.
- Survival. In de zevende aflevering van het vijfde seizoen werd er voor het eerst een test gedaan rond overleven in de wildernis. In de elfde aflevering van datzelfde seizoen een tweede.
- Jongens vs. Meiden → Rijbewijs. In het vijfde seizoen werd voor het eerst gekeken of jongens of meiden het beste konden autorijden. Dit waren de jongens, maar in een speciale aflevering kregen de meiden de mogelijkheid om revanche te nemen. De jongens wonnen echter ook deze revanchetest.
- Jongens vs. Meiden → Ontsnappen. In het zesde seizoen werd er een jongens/meidentest gedaan over wie er het beste kunnen ontsnappen, in het achtste seizoen een tweede. De eerste test werd gewonnen door de meiden, de tweede door de jongens. De meiden konden tijdens de eerste test sneller ontsnappen tijdens alle tests en tijdens de tweede test konden de jongens dit veel sneller dan de meiden.
- Jongens vs Meiden → Pijngrenstest. In seizoen 1 werd gekeken wie het beste tegen pijn kon. Dit waren de jongens. In seizoen 19 werd een tweede test gedaan. Deze werd gewonnen door de meiden.

## Incidenten
De tests in het programma zijn vaak relatief gevaarlijk en worden onder professionele begeleiding uitgevoerd. Desondanks zijn er al meerdere ongelukken gebeurd:
- In het item Jongens vs Meiden → Pijngrenstest raakte testteamlid Vincent onderkoeld na onder de koude douche te hebben gestaan[3] en liep testteamlid Ghislaine een blauwe plek op haar hand op toen ze werd getroffen door een paintbalpistool.
- In de test Alternatieve fietsverlichting legde testteamlid Vincent een parcours af in het donker. Hij maakte echter een lelijke val en blesseerde hierbij zijn knie, waarvoor hij naar het ziekenhuis moest.[4]
- In Vuurwerk → Rotjes bundelen werd een kluit van 100 rotjes in één keer afgestoken. De rondvliegende stukken brandend vuurwerk troffen presentator Klaas.
- In Per Spoor reed Pascal in een met brandblussers aangedreven koffer over een spoorbaan. Hij remde echter niet voordat het spoor ophield, sloeg voorover en maakte een pijnlijke val op zijn knie.[5]
- In het item Jongens vs Meiden → Klimmen en Klauteren liep Dzifa een aantal verwondingen op bij een val toen ze langs een regenpijp een gebouw op trachtte te klimmen.
- In Jongens vs Meiden → Gameheld was er een deeltest gepland rond een real-life Mario Kart. De testteamleden moesten karten, waarbij er op hun kart een camera zat. Dit gefilmde beeld kregen de testteamleden door via een monitor in hun helm. Echter bleek dat ze op deze monitor de afstanden niet goed konden inschatten, met een crash tot gevolg. Dit incident heeft de tv-uitzending nooit gehaald.[3]
- In Jongens vs Meiden → Waaghalzen liep testteamlid Dzifa een bloedende vinger op toen ze trachtte munten van muizenvallen af te pakken. Dit kwam omdat ze met haar vinger tussen de muizenvallen kwam toen deze dichtklapten.
- In Jongens vs Meiden → Vuurvreter liep testteamlid Tim een brandplek op zijn arm op bij een test waarbij zijn arm in brand stond.
- In Jongens vs Meiden → Mobiele telefoons werd testteamlid Shaniqua meerdere keren getroffen met een paintballgeweer, dermate heftig dat de test vroegtijdig afgebroken moest worden.

## Presentatie

### Televisie
- Klaas van Kruistum (2009-2015; seizoen 1 t/m 10)
- Rachel Rosier (2016-2020; seizoen 11 t/m 20)
- Michiel Beumer (2020-2021; seizoen 20 t/m 22)
- Tim Schouten (2021; seizoen 21 en 22)

### Internet / YouTube
- Rachel Rosier (2016-2019)
- Michiel Beumer (2019-heden)

## Samenstelling testteam

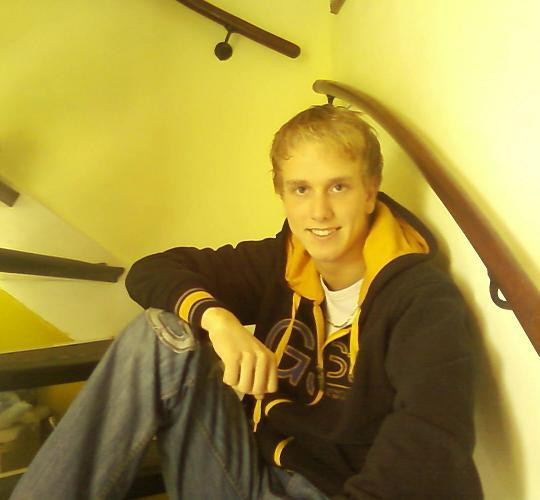
Vincent Meijering, testteamlid tijdens seizoenen 1 en 2

### Bezetting testteam
De samenstelling van het testteam verandert regelmatig.
Ieder seizoen zitten er teamleden in die er het seizoen daarvoor ook al in zaten. In de meeste seizoenen komen er nieuwe teamleden bij. Vaak heeft er dan iemand het team verlaten. Dat hoeft niet per se. Ook kan het voorkomen dat het team een aantal seizoenen op rij ongewijzigd blijft.
| Lid                       | 1 | 2 | 3 | 4 | 5 | 6 | 7 | 8 | 9 | 10 | 11 | 12 | 13 | 14 | 15 | 16 | 17 | 18 | 19 | 20* | 21 | 22 |
| ------------------------- | - | - | - | - | - | - | - | - | - | -- | -- | -- | -- | -- | -- | -- | -- | -- | -- | --- | -- | -- |
| Ghino Girbaran            |   |   |   |   |   |   |   |   |   |    |    |    |    |    |    |    |    |    |    |     |    |    |
| Dico Verschure            |   |   |   |   |   |   |   |   |   |    |    |    |    |    |    |    |    |    |    |     |    |    |
| Arjan de Vreugt           |   |   |   |   |   |   |   |   |   |    |    |    |    |    |    |    |    |    |    |     |    |    |
| Ghislaine Tanamal         |   |   |   |   |   |   |   |   |   |    |    |    |    |    |    |    |    |    |    |     |    |    |
| Romy Krommert             |   |   |   |   |   |   |   |   |   |    |    |    |    |    |    |    |    |    |    |     |    |    |
| Vincent Meijering         |   |   |   |   |   |   |   |   |   |    |    |    |    |    |    |    |    |    |    |     |    |    |
| Tom Berserik              |   |   |   |   |   |   |   |   |   |    |    |    |    |    |    |    |    |    |    |     |    |    |
| Luara Prins               |   |   |   |   |   |   |   |   |   |    |    |    |    |    |    |    |    |    |    |     |    |    |
| Rick Mackenbach           |   |   |   |   |   |   |   |   |   |    |    |    |    |    |    |    |    |    |    |     |    |    |
| Myrthe Busch              |   |   |   |   |   |   |   |   |   |    |    |    |    |    |    |    |    |    |    |     |    |    |
| Jasper van den Hoven      |   |   |   |   |   |   |   |   |   |    |    |    |    |    |    |    |    |    |    |     |    |    |
| Pascal Tan                |   |   |   |   |   |   |   |   |   |    |    |    |    |    |    |    |    |    |    |     |    |    |
| Saritha Rosaly            |   |   |   |   |   |   |   |   |   |    |    |    |    |    |    |    |    |    |    |     |    |    |
| Chaheed Chekhchar         |   |   |   |   |   |   |   |   |   |    |    |    |    |    |    |    |    |    |    |     |    |    |
| Dzifa Kusenuh             |   |   |   |   |   |   |   |   |   |    |    |    |    |    |    |    |    |    |    |     |    |    |
| Dave Wai                  |   |   |   |   |   |   |   |   |   |    |    |    |    |    |    |    |    |    |    |     |    |    |
| Pien Maat                 |   |   |   |   |   |   |   |   |   |    |    |    |    |    |    |    |    |    |    |     |    |    |
| Stefan Hilterman          |   |   |   |   |   |   |   |   |   |    |    |    |    |    |    |    |    |    |    |     |    |    |
| Carlijn Droppert          |   |   |   |   |   |   |   |   |   |    |    |    |    |    |    |    |    |    |    |     |    |    |
| Julia Toorop              |   |   |   |   |   |   |   |   |   |    |    |    |    |    |    |    |    |    |    |     |    |    |
| Remy Hogenboom            |   |   |   |   |   |   |   |   |   |    |    |    |    |    |    |    |    |    |    |     |    |    |
| Sem Peelen                |   |   |   |   |   |   |   |   |   |    |    |    |    |    |    |    |    |    |    |     |    |    |
| Shaniqua Schoop           |   |   |   |   |   |   |   |   |   |    |    |    |    |    |    |    |    |    |    |     |    |    |
| Tim Schouten              |   |   |   |   |   |   |   |   |   |    |    |    |    |    |    |    |    |    |    |     |    |    |
| Jaro Frijn                |   |   |   |   |   |   |   |   |   |    |    |    |    |    |    |    |    |    |    |     |    |    |
| Gianni Koorndijk          |   |   |   |   |   |   |   |   |   |    |    |    |    |    |    |    |    |    |    |     |    |    |
| Aaron Castrop             |   |   |   |   |   |   |   |   |   |    |    |    |    |    |    |    |    |    |    |     |    |    |
| Lieke Augustijn           |   |   |   |   |   |   |   |   |   |    |    |    |    |    |    |    |    |    |    |     |    |    |
| Nur Dabagh                |   |   |   |   |   |   |   |   |   |    |    |    |    |    |    |    |    |    |    |     |    |    |
| Nigel Onwuachu            |   |   |   |   |   |   |   |   |   |    |    |    |    |    |    |    |    |    |    |     |    |    |
| Ava-Luna Stradowski       |   |   |   |   |   |   |   |   |   |    |    |    |    |    |    |    |    |    |    |     |    |    |
| Anne van der Vegt         |   |   |   |   |   |   |   |   |   |    |    |    |    |    |    |    |    |    |    |     |    |    |
| Romy Ruitenbeek           |   |   |   |   |   |   |   |   |   |    |    |    |    |    |    |    |    |    |    |     |    |    |
| Mila Mochèl               |   |   |   |   |   |   |   |   |   |    |    |    |    |    |    |    |    |    |    |     |    |    |
| Luuk Nouwen               |   |   |   |   |   |   |   |   |   |    |    |    |    |    |    |    |    |    |    |     |    |    |
| Marissa Wildeboer         |   |   |   |   |   |   |   |   |   |    |    |    |    |    |    |    |    |    |    |     |    |    |
| Cody Zwier                |   |   |   |   |   |   |   |   |   |    |    |    |    |    |    |    |    |    |    |     |    |    |
| Quinten Beuzenberg        |   |   |   |   |   |   |   |   |   |    |    |    |    |    |    |    |    |    |    |     |    |    |
| Shanella Bleecke          |   |   |   |   |   |   |   |   |   |    |    |    |    |    |    |    |    |    |    |     |    |    |
| Romy Ende                 |   |   |   |   |   |   |   |   |   |    |    |    |    |    |    |    |    |    |    |     |    |    |
| Rick Gerritsen            |   |   |   |   |   |   |   |   |   |    |    |    |    |    |    |    |    |    |    |     |    |    |
| Eveline Hoogenraad        |   |   |   |   |   |   |   |   |   |    |    |    |    |    |    |    |    |    |    |     |    |    |
| Bram Koch                 |   |   |   |   |   |   |   |   |   |    |    |    |    |    |    |    |    |    |    |     |    |    |
| Bert-Jan Overeem          |   |   |   |   |   |   |   |   |   |    |    |    |    |    |    |    |    |    |    |     |    |    |
| Mabèl Reichenfeld         |   |   |   |   |   |   |   |   |   |    |    |    |    |    |    |    |    |    |    |     |    |    |
| Loïs Vorsterman van Oijen |   |   |   |   |   |   |   |   |   |    |    |    |    |    |    |    |    |    |    |     |    |    |
| Totaal bezettingsaantal   | 6 | 6 | 8 | 8 | 9 | 9 | 9 | 9 | 8 | 9  | 10 | 11 | 12 | 13 | 13 | 13 | 13 | 15 | 16 | 18  | 17 | 17 |

* Vanwege de coronapandemie voerde presentatrice Rachel in seizoen 20 de meeste tests zelf uit. De groen weergegeven testteamleden hebben meegedaan aan Checkpoint Champion en/of maakten een gastverschijning in enkele overige tests.

## Checkpoint Champion
In 2020 kwam Checkpoint met een speciaal online programma onder de naam Checkpoint Champion. In het programma gingen vijftien testteamleden die alle in eerdere seizoenen van Checkpoint te zien zijn geweest de strijd met elkaar aan. De testteamleden gingen elke aflevering gezamenlijk een test aan en degene die daarbij als laatste eindigde viel af. Ghino Girbaran wist uiteindelijk de meeste testen het beste uit te voeren waardoor hij de finale won en de titel Checkpoint Champion kreeg. Remy Hogenboom eindige op de tweede plaats en Anne van der Vegt als derde.
Deze special bestond uit veertien afleveringen en toonde gelijkenissen met het SBS6-programma De Alleskunner.

## Theater
In 2016 kwam het programma met zijn eigen theatervoorstelling onder de naam Checkpoint in het theater, waarin de presentator en testteamleden live met het publiek diverse tests uitvoeren. De voorstelling keerde in 2018 terug en wordt sindsdien tot heden nog uitgevoerd.

## Succes
In de periode dat het programma loopt, zijn de kijkcijfers van de uitzendingen op zaterdagmorgen opgelopen tot boven de 200.000 kijkers per uitzending. Met een marktaandeel van boven de 20% is Checkpoint uitgegroeid tot het vlaggenschip van Zapp. Tevens is het al vaak het best bekeken programma van Nederland 3 geweest op de gehele zaterdag. Bovendien is Checkpoint een van de meest bekeken programma's op Uitzending Gemist. In 2012 stond dit programma op de achtste positie in de top 10 van Uitzending Gemist en in 2013 wisten ze door te stijgen naar de vijfde positie. Op 1 februari 2014 vierde het programma zijn 100e aflevering met een speciaal gastoptreden in Zapplive.
Ook de evenementen die rond het programma georganiseerd worden, zoals de jaarlijks terugkerende Checkpoint-vader/zoon-dag, zijn succesvol en worden goed bezocht.

### Prijzen en nominaties
In 2011 werd het programma bekroond met de Cinekid Kinderkast Publieksprijs in de categorie non-fictie. Het jaar daarop werd het programma genomineerd voor de prestigieuze Prix de Jeunesse International en won hier de kinderjuryprijs. Ook werd voor het tweede achtereenvolgende jaar de Cinekid Kinderkast Publieksprijs gewonnen. In 2014 werd De TV-Beelden-award voor beste jeugdprogramma in de wacht gesleept. Ook de Gouden Stuiver werd dat jaar gewonnen, na twee eerdere nominaties in 2012 en 2013. Hiermee was Checkpoint het eerste EO-programma in de geschiedenis dat genomineerd werd en ook in de prijzen viel bij de Televizier-verkiezing. Ook in 2015 vielen ze bij dit gala in de prijzen, toen ze in het kader van het Nationale Televisieonderzoek de prijs wonnen voor 'Leukste Programmaonderdeel' voor het onderdeel Wat valt sneller?.
In 2016, 2017 en 2020 werd Checkpoint genomineerd voor de Zapp Award Beste Zapp-programma, later Beste Jeugdprorgramma, maar deze prijs verloor het programma aan SpangaS, respectievelijk Brugklas en het NOS Jeugdjournaal.
| Jaar | Prijs                                                               | Status      |
| ---- | ------------------------------------------------------------------- | ----------- |
| 2011 | Cinekid Kinderkast Non-fictie                                       | Gewonnen    |
| 2012 | Prix de Jeunesse International                                      | Gewonnen    |
| 2012 | Gouden Stuiver                                                      | Genomineerd |
| 2012 | Cinekid Kinderkast Non-fictie                                       | Gewonnen    |
| 2013 | Gouden Stuiver                                                      | Genomineerd |
| 2014 | De TV-Beelden, beste jeugdprogramma                                 | Gewonnen    |
| 2014 | Gouden Stuiver                                                      | Gewonnen    |
| 2015 | Nationale Televisieonderzoek 2014-2015 'Leukste programmaonderdeel' | Gewonnen    |
| 2016 | Zapp Award Beste Zapp-programma                                     | Genomineerd |
| 2017 | Zapp Award Beste Zapp-programma                                     | Genomineerd |
| 2020 | Zapp Award Beste Jeugdprogramma                                     | Genomineerd |
| 2022 | Zapp Award Beste Jeugdprogramma                                     | Genomineerd |

### Internationale versies
In 2014 werd bekendgemaakt dat het format van Checkpoint was verkocht aan de Duitse televisie. In het najaar van 2014 werd er een seizoen van tien afleveringen uitgezonden door de ZDF met een eigen testteam en Tommy Scheel als presentator.

## Spin-off
Begin juli 2014 kreeg het programma een spin-off getiteld Checkpoint top 5. In dit programma worden de vijf beste testmomenten getoond rond een bepaald thema. Voorbeelden hiervan zijn: de vijf beste autocrashes, de vijf smerigste testmomenten en de vijf beste ontploffingen.

## Einde
Na 2021 werd Checkpoint vervangen door de nieuwe productie Checkpoint Basecamp. Van dit programma werd op 5 september 2022 de eerste aflevering uitgezonden.
In maart 2023 werd bekendgemaakt dat ook Checkpoint Basecamp na twee seizoenen zou stoppen om ruimte te maken voor een nieuw te ontwikkelen format. De laatste compilatie is op 1 april uitgezonden.